# 岩手県
岩手県（いわてけん）は、日本の東北地方に位置する県。県庁所在地は盛岡市。東北地方の北部（北東北）に所在し、北は青森県、西は秋田県、南は宮城県と境界を接している。
面積は15,275.05km2で、日本の都道府県としては、北海道に次いで2番目に広い。県の人口およそ113万人のうち、8割以上は内陸部の北上盆地に集中し、沿岸部は平地が少なく小都市が点在する。北上盆地と沿岸部の他は、大半が山地や丘陵地である。
江戸時代初期は、現在の岩手県の前身にあたる地域は南部藩の一部と伊達藩の一部で構成されていた。また、岩手県内で陸前に該当する地域は釜石以南の三陸地方のみである。南部（県北）地域は陸中に当たる。

## 名称
「岩手」の名称は、県庁の置かれた盛岡市の所属郡名「岩手郡」に由来する。その起源については、「住民の悪鬼追討の祈りに対し、人々の信仰を集めて『三ツ石さま』と呼ばれていた大岩（三ツ石の神、現：三ツ石神社）がそれを懲罰し、二度とこの地を荒らさないという鬼の確約を岩の上に手形で残させた」という故事に倣うとされる。
また、「岩手」の名が文献に登場するのは、「みちのくから都に献上された鷹を、帝がたいそう気に入り、鷹に慣れた大納言に預けたが、取り逃がしてしまった」という大和物語の一説の鷹の名「岩手」が初めてだといわれている。帝は、岩手を失った悲しみを「言わないことが言うことより気持ちが勝る」の意味で、「岩手＝言はで」に掛け「いはでおもふぞいふにまされる」と詠じたという。この表現は、古今和歌集の中からの本歌取りである。
1872年の発足以降現在に至るまで正式には「岩手県」であるが、明治・大正期には「巌手縣」や「巖手県」の表記も行われ、県報には「巌手県報」の題字が使用されるなど、両方が併用されていた。「岩手県」に一本化されたのは1923年9月22日で、「岩手県報 第847号」に「縣名ノ文字ニ關スル件」が公示され「岩手県」を正式名としている。

## 地理・地域

### 自然公園

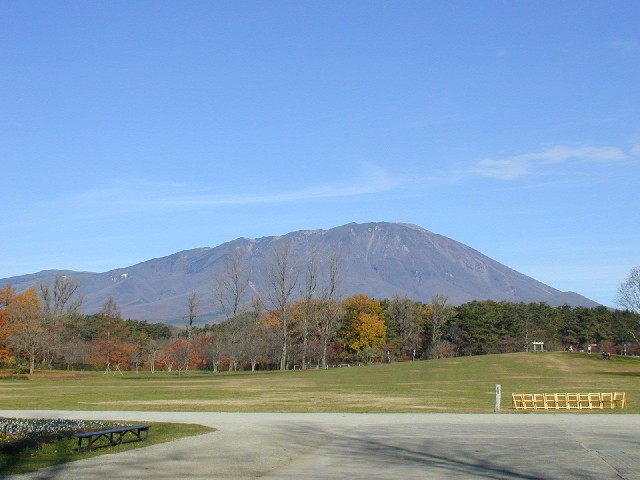
小岩井農場から見た岩手県最高峰岩手山

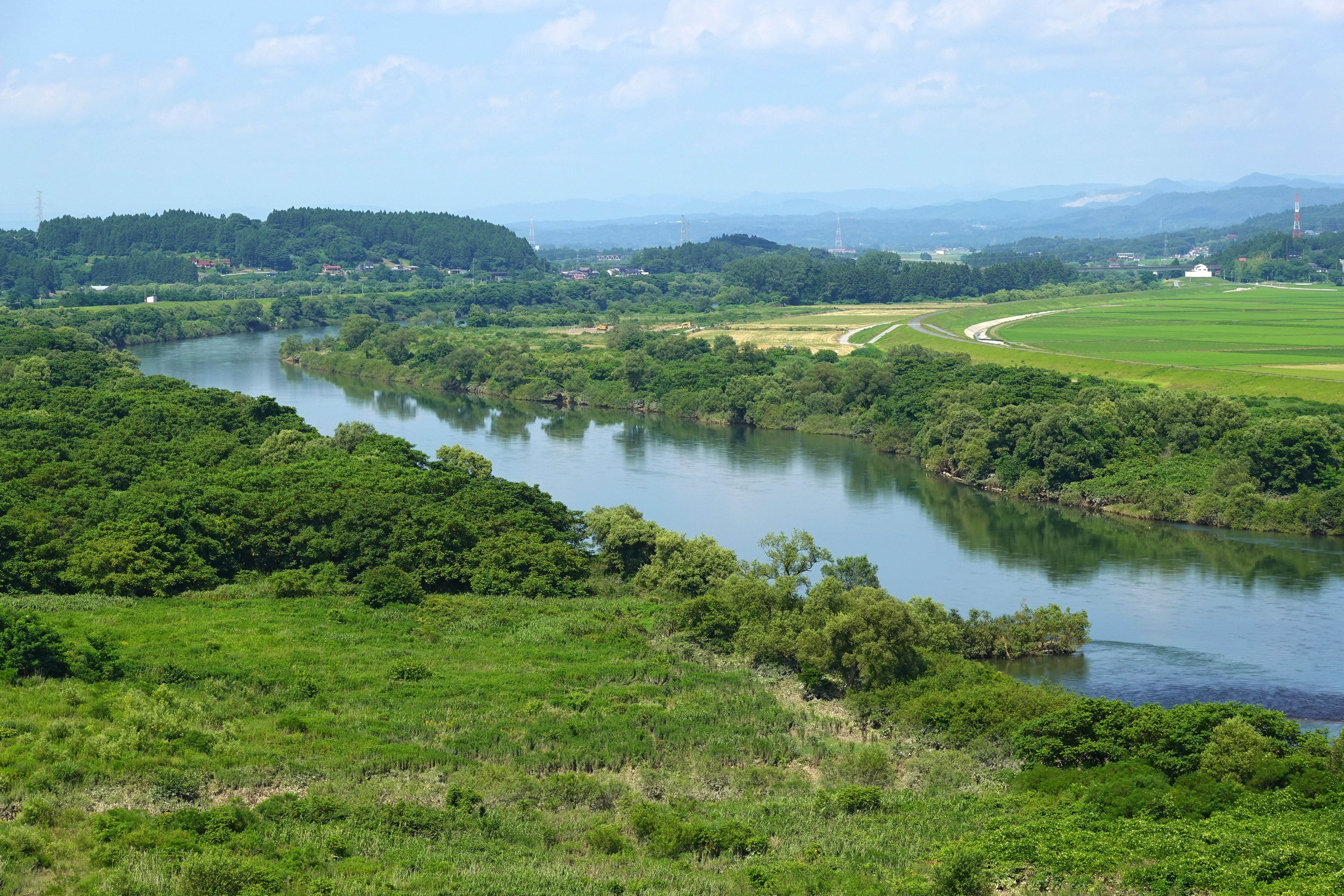
平泉の高館から見た東北最大河川の北上川

- 国立公園
  - 三陸復興国立公園
  - 十和田八幡平国立公園
- 国定公園
  - 早池峰国定公園
  - 栗駒国定公園
- 県立自然公園
  - 花巻温泉郷県立自然公園
  - 久慈平庭県立自然公園
  - 外山早坂高原県立自然公園
  - 湯田温泉峡県立自然公園
  - 折爪馬仙峡県立自然公園
  - 五葉山県立自然公園
  - 室根高原県立自然公園

### 地形
- 山岳
  - 奥羽山脈 - 秋田駒ヶ岳、岩手山、焼石岳、栗駒山、八幡平
  - 北上山地 - 早池峰山、室根山、五葉山
- 高原
  - 種山ヶ原
- 山地・山塊
  - 北上山地、和賀山塊
- 河川
  - 北上川水系 - 中津川、雫石川、猿ヶ石川、胆沢川、衣川
- 湖沼
  - 田瀬湖
  - 錦秋湖
  - 岩洞湖
  - 南部片富士湖

### 気候
内陸部は年較差、日較差が大きい顕著な大陸性気候である。内陸北部や高原地帯は湿潤大陸性気候に属し、寒さが非常に厳しい。特に藪川は冬季に-30°C近くまで冷え込むこともある本州最寒地として有名である。沿岸部は海洋性気候で夏は冷涼である。
県内全域が豪雪地帯に指定されているものの、降雪量には地域差が大きい。西和賀町と八幡平市旧松尾村は降雪量がかなり多く、特別豪雪地帯に指定されている。奥羽山脈沿いは、降雪量が多く雪質も良いため、いくつかのスキー場でスキーやスノーボードの国際大会や国内大会が開かれることもある。一方、沿岸部に位置する宮古市、大船渡市などは降雪量が少ない。
太平洋側の盆地である北上盆地は、冬季の西高東低の気圧配置になると奥羽山脈が「壁」の役割をはたして晴天になることが多い。そのため、放射冷却によって早朝の最低気温が低くなる。北上盆地に位置する盛岡市は、より北に位置する札幌市や青森市などの都道府県庁所在地よりも最低気温を下回ることが多く、都道府県庁所在地で最寒都市である日が多い。実際、北上盆地の各都市（盛岡市、花巻市、北上市、奥州市）は今でも厳冬期に気温が-10°C前後まで下がることは珍しくない。しかし、冬季の深夜・早朝は市街地と郊外の気温差が非常に大きく、盛岡、北上、一関を中心にヒートアイランド現象が顕著に見られる。
北上盆地の夏は、フェーン現象の影響で、南にある仙台市よりも最高気温が高いことがしばしばあるが、沿岸部は仙台市と同様の気候となることが多い。
| 平年値 （月単位） | 平年値 （月単位） | 三陸海岸      | 三陸海岸      | 三陸海岸      | 三陸海岸      | 三陸海岸      | 三陸海岸      | 三陸海岸      | 三陸海岸      | 北部内陸      | 北部内陸      | 北部内陸        | 北部内陸          | 北部内陸      | 北上高地      | 北上高地      | 北上高地      | 北上高地      |
| 平年値 （月単位） | 平年値 （月単位） | 洋野町 種市   | 久慈          | 普代          | 岩泉町 小本   | 宮古          | 山田          | 釜石          | 大船渡        | 軽米          | 二戸          | 八幡平市 荒屋   | 八幡平市 岩手松尾 | 一戸町 奥中山 | 久慈市 山形   | 葛巻          | 盛岡市 藪川   | 宮古市 区界   |
| ----------------- | ----------------- | ------------- | ------------- | ------------- | ------------- | ------------- | ------------- | ------------- | ------------- | ------------- | ------------- | --------------- | ----------------- | ------------- | ------------- | ------------- | ------------- | ------------- |
| 平均 気温 (°C)    | 最暖月            | 21.1 （8月）  | 21.6 （8月）  | 21.0 （8月）  | 21.5 （8月）  | 21.2 （8月）  | 21.9 （8月）  | 22.9 （8月）  | 23.0 （8月）  | 21.1 （8月）  | 22.7 （8月）  | 21.7 （8月）    | 21.3 （8月）      | 20.8 （8月）  | 20.9 （8月）  | 21.5 （8月）  | 19.4 （8月）  |               |
| 平均 気温 (°C)    | 最寒月            | −1.1 （1月）  | −1.5 （2月）  | −1.4 （1月）  | -0.9 （1月）  | −1.3 （1月）  | 0.6 （1月）   | 0.7 （1月）   | −3.0 （1月）  | −2.3 （1月）  | −3.6 （1月）  | −3.5 （1月）    | −4.8 （1月）      | −3.1 （1月）  | −3.9 （1月）  | −7.0 （1月）  |               |               |
| 降水量 (mm)       | 最多月            | 196.4 （9月） | 205.0 （9月） | 257.8 （9月） | 257.1 （9月） | 229.4 （9月） | 234.6 （8月） | 287.2 （8月） | 218.7 （9月） | 160.6 （9月） | 161.2 （9月） | 163.3 （9月）   | 159.0 （9月）     | 171.5 （8月） | 170.3 （8月） | 154.0 （8月） | 183.7 （7月） |               |
| 降水量 (mm)       | 最少月            | 36.0 （12月） | 30.3 （12月） | 36.7 （12月） | 38.4 （12月） | 39.9 （12月） | 42.7 （1月）  | 47.0 （1月）  | 36.9 （12月） | 28.2 （1月）  | 32.3 （1月）  | 70.8 （2月）    | 38.3 （1月）      | 53.5 （2月）  | 45.8 （1月）  | 34.3 （1月）  | 30.4 （1月）  |               |
| 平年値 （月単位） | 平年値 （月単位） | 北上高地      | 北上高地      | 北上高地      | 北上高地      | 中西部        | 中西部        | 北上盆地      | 北上盆地      | 北上盆地      | 北上盆地      | 北上盆地        | 北上盆地          | 北上盆地      | 北上盆地      | 北上盆地      | 北上盆地      | 北上盆地      |
| 平年値 （月単位） | 平年値 （月単位） | 岩泉          | 宮古市 川井   | 遠野          | 住田          | 西和賀町 沢内 | 西和賀町 湯田 | 盛岡市 好摩   | 盛岡          | 雫石          | 紫波          | 花巻市 大迫     | 花巻              | 北上          | 奥州市 江刺   | 奥州市 若柳   | 藤沢 千厩     | 一関          |
| 平均 気温 (°C)    | 最暖月            | 22.0 （8月）  | 22.4 （8月）  | 22.5 （8月）  | 22.7 （8月）  | 21.9 （8月）  | 22.2 （8月）  | 22.4 （8月）  | 23.2 （8月）  | 22.4 （8月）  | 22.9 （8月）  | 22.9 （8月）    |                   | 23.7 （8月）  | 23.5 （8月）  | 23.2 （8月）  | 23.2 （8月）  | 23.8 （8月）  |
| 平均 気温 (°C)    | 最寒月            | −1.3 （1月）  | −1.4 （1月）  | −2.8 （1月）  | −1.0 （1月）  | −3.4 （1月）  | −3.0 （1月）  | −3.2 （1月）  | −2.1 （1月）  | −3.0 （1月）  | −2.3 （1月）  | −2.5 （1月）    |                   | −1.5 （1月）  | −1.7 （1月）  | −1.7 （1月）  | −1.3 （1月）  | −0.7 （1月）  |
| 降水量 (mm)       | 最多月            | 179.2 （9月） | 185.4 （8月） | 194.2 （8月） | 197.7 （8月） | 264.8 （7月） | 32.1 （1月）  | 170.0 （8月） | 177.8 （8月） | 215.3 （7月） | 170.6 （8月） | 170.5 （8月）   |                   | 189.8 （8月） | 157.1 （8月） | 184.5 （8月） | 171.7 （8月） | 175.5 （8月） |
| 降水量 (mm)       | 最少月            | 49.5 （2月）  | 35.0 （1月）  | 37.1 （2月）  | 32.0 （1月）  | 157.5 （3月） | 131.4 （3月） | 36.0 （1月）  | 50.6 （1月）  | 64.5 （2月）  | 42.9 （1月）  | 41.5 （1、2月） |                   | 55.1 （1月）  | 43.0 （1月）  | 49.6 （1月）  | 27.4 （12月） | 34.6 （12月） |

### 広袤（こうぼう）
国土地理院の全国都道府県市区町村別面積調によると、岩手県の面積は15,275.05平方キロメートルである。
岩手県の東西南北それぞれの端は以下の位置である。東端は魹ヶ崎（本州最東端）、西端は黒森峠の北東約2km、南端はJR東日本東北本線油島駅の東南東約6.7km、北端はJR東日本八戸線角の浜駅の北約1kmである。加えて、重心も併記する。また総務省統計局の平成27年国勢調査によると、人口重心は紫波郡紫波町佐比内字砥ケ崎にある。
| 重心 北緯39度35分39秒 東経141度21分32秒 / 北緯39.59417度 東経141.35889度  | 北端 北緯40度27分02秒 東経141度40分57秒 / 北緯40.45056度 東経141.68250度 ↑           | 人口重心 北緯39度30分28.55秒 東経141度17分28.18秒 / 北緯39.5079306度 東経141.2911611度 |
| 西端 北緯39度23分28秒 東経140度39分11秒 / 北緯39.39111度 東経140.65306度← | 岩手県庁舎所在地 北緯39度42分13秒 東経141度09分09秒 / 北緯39.70361度 東経141.15250度 | 東端 →北緯39度32分48秒 東経142度04分21秒 / 北緯39.54667度 東経142.07250度              |
|                                                                           | ↓ 南端 北緯38度44分52秒 東経141度13分53秒 / 北緯38.74778度 東経141.23139度           |                                                                                        |

### 地域

岩手県 地域区分図
（2007年）

総面積で全国2位だが、可住地面積割合が24.3%と低く全国40位で、可住地面積では全国5位に下がる（都道府県の面積一覧#2014年 面積の順位を参照）。可住地は大別して内陸部（人口100万人程度）と、沿岸部（20万人程度）の2つ。このうち、内陸部には東北新幹線・東北縦貫自動車道などの高速交通インフラが整っているが、その他の地域ではインフラが未発達で、地域間移動は国道や在来線レベルに留まっている。特に、内陸部と沿岸部を行き来するためには、一般国道・県道は急峻な峠を上り下りする道となっており、直線距離の割に、移動に大きな時間を要する結果を招いている。このような状況は、県土が多数の島によって構成されている沖縄県とも相似しており、救急医療においてはヘリコプター輸送が行われているほどである。
交通インフラの未整備に起因して、短時間で県庁にたどりつけない県民が多数存在することから、従来岩手県庁は、県内各所に「地方振興局」を設置、県の総合出先機関として機能させてきた。近年にいたって、平成の大合併で市町村数が大幅に減少したことを契機として、2006年（平成18年）4月に地方振興局の再編を実施。高速交通インフラが整った内陸部では、細かい地域圏に分割せず、県の中枢機能が集まる盛岡市広域と、県南地域との南北2分割に統合した。県南地域については、従来多くの広域生活圏の設定があったが、それらを一まとめに統合して、新たに設立した「県南広域振興局」の管轄とした。この結果、従来12だった広域生活圏は、4に減少した。
- 人口は2005年（平成17年）国勢調査の値である[8]。

県内地域区分
広域振興局は以下4つに分けられる。
- 盛岡広域振興局管内 482,482人
- 県南広域振興局管内 514,132人
- 沿岸広域振興局管内 218,744人
- 県北広域振興局管内 133,932人

圏域は以下9つに分けられる。
- 盛岡圏域（岩手地域・盛岡地域・紫波地域）
- 岩手中部圏域（和賀地域・花巻地域・遠野地域）
- 胆江圏域
- 両磐圏域
- 宮古圏域
- 釜石圏域
- 気仙圏域
- 二戸圏域
- 久慈圏域

### 自治体
各広域振興局ごとに県内市町村を列記する。県内には14市10郡15町4村がある。「町」の読み方は、葛巻町、岩手町、西和賀町、山田町、軽米町、一戸町の6つが「まち」で、他は全て「ちょう」である。村はすべて「むら」と読む。
盛岡広域振興局管内 482,482人
- 盛岡市 - （県庁所在地・中核市・盛岡広域振興局所在地）
- 八幡平市
- 滝沢市
- 岩手郡
  - 雫石町 - 葛巻町 - 岩手町
- 紫波郡
  - 紫波町 - 矢巾町

県南広域振興局管内 514,132人
- 奥州市 - （県南広域振興局所在地）
- 一関市
- 花巻市
- 北上市
- 遠野市
- 胆沢郡
  - 金ケ崎町
- 西磐井郡
  - 平泉町
- 和賀郡
  - 西和賀町

沿岸広域振興局管内 218,744人
- 釜石市 - （沿岸広域振興局所在地）
- 宮古市
- 大船渡市
- 陸前高田市
- 気仙郡
  - 住田町
- 上閉伊郡
  - 大槌町
- 下閉伊郡
  - 山田町 - 岩泉町 - 田野畑村

県北広域振興局管内 133,932人
- 久慈市 - （県北広域振興局所在地）
- 二戸市
- 下閉伊郡
  - 普代村
- 二戸郡
  - 一戸町
- 九戸郡
  - 野田村 - 洋野町 - 軽米町 - 九戸村

### 都市圏
都市雇用圏（10 % 通勤圏）の変遷
- 東北新幹線の駅が設置された都市圏は太字

| 1980年                 | 1990年                 | 1995年                 | 2000年                        | 2005年                 | 2010年                 | 2015年                 |
| ---------------------- | ---------------------- | ---------------------- | ----------------------------- | ---------------------- | ---------------------- | ---------------------- |
| 盛岡 都市圏 38万2706人 | 盛岡 都市圏 41万8459人 | 盛岡 都市圏 46万1605人 | 盛岡 都市圏 47万5541人        | 盛岡 都市圏 45万0392人 | 盛岡 都市圏 47万4395人 | 盛岡 都市圏 47万0414人 |
| 水沢 都市圏 12万4722人 | 水沢 都市圏 14万2279人 | 水沢 都市圏 14万3633人 | 北上 都市圏 22万0258人        | 北上 都市圏 21万5745人 | 北上 都市圏 19万4576人 | 北上 都市圏 19万1213人 |
| 花巻 都市圏 9万7389人  | 一関 都市圏 11万1629人 | 一関 都市圏 11万7414人 | 水沢 都市圏 13万3028人        | 一関 都市圏 14万9496人 | 奥州 都市圏 14万1071人 | 奥州 都市圏 13万5317人 |
| 一関 都市圏 9万2459人  | 花巻 都市圏 9万8853人  | 花巻 都市圏 9万9643人  | 一関 都市圏 11万0034人        | 水沢 都市圏 12万5216人 | 一関 都市圏 13万5987人 | 一関 都市圏 12万9451人 |
| 釜石 都市圏 8万6538人  | 北上 都市圏 8万2851人  | 北上 都市圏 8万7969人  | 花巻都市圏は 北上都市圏と合一 | 宮古 都市圏 8万0392人  | 宮古 都市圏 7万8047人  | 宮古 都市圏 7万2502人  |
| 北上 都市圏 7万6633人  | 釜石 都市圏 7万1542人  | 宮古 都市圏 8万7499人  | 宮古 都市圏 8万4406人         | 釜石 都市圏 5万9503人  | 釜石 都市圏 5万4850人  | 釜石 都市圏 4万8561人  |
| 宮古 都市圏 7万3014人  | 宮古 都市圏 6万8052人  | 釜石 都市圏 6万7748人  | 釜石 都市圏 6万4000人         |                        |                        |                        |

- 盛岡駅で東北新幹線と秋田新幹線とが接続
- 北上JCTで東北自動車道と秋田自動車道が接続
- 花巻JCTで東北自動車道と釜石自動車道が接続
- 北上都市圏（花巻都市圏）に花巻空港がある
- 交通の変遷
  - 1982年（昭和57年） - 東北新幹線 大宮 - 盛岡駅間開業
  - 1985年（昭和60年） - 東北新幹線 大宮 - 上野駅間開業
  - 1991年（平成3年） - 東北新幹線 上野 - 東京駅間開業
  - 1997年（平成9年） - 秋田新幹線開業、秋田道により秋田港と直結される
  - 2002年（平成14年） - 東北新幹線 盛岡 - 八戸駅間開業
  - 2010年（平成22年） - 東北新幹線 八戸 - 新青森駅間開業

### 「南北沿岸」の所得格差
北上市など県の南部では経済発展によって所得水準が大きく向上している。一方の内陸北部・沿岸部では目立った経済的発展がなく発展が遅れがちで、所得格差が存在している。統計資料で比較すると、県全体の平均所得が242万円なのに対し、県北の中心都市二戸市・久慈市では、190万円台にとどまり、50万円以上もの格差が存在している。岩手県庁は2006年、県北・沿岸振興本部を設置して対策に乗り出したが、南北の格差は逆に拡大傾向すら呈しており、根本的な対策が求められている。

### 隣接自治体
- 青森県:八戸市、三戸郡田子町、三戸町、階上町
- 秋田県:鹿角市、仙北市、大仙市、横手市、仙北郡美郷町、雄勝郡東成瀬村
- 宮城県:栗原市、登米市、気仙沼市

## 歴史

### 先史・古代
約4万年 - 3万3000年前には、斜軸尖頭器を出土した柳沢舘遺跡（奥州市）や金取遺跡（遠野市）などが存在した。また、ハナイズミモリウシ をはじめとする動・植物化石が多量に発見された金森遺跡（一関市）などの遺跡から旧石器時代から人が住んでいたと考えられる。
古くは縄文時代より豊かな狩猟・漁労生活を実現した地だった。近年の東北学では、上代の北上川流域は蝦夷の中心地で、日高見国とも呼ばれていたという説が唱えられている（また、日高見国の名が北上川という地名や、「日本国」という国名のもととなったとも）。一方で、胆沢の角塚古墳は最北の前方後円墳であり、ヤマト王権の影響力が及ぶ北の端でもあった。
北東北地域は、律令国家の形成期である7世紀後半にはまだその支配に組み込まれておらず、蝦夷は朝廷側からは征伐の対象であった。8世紀末の38年戦争では胆沢に蝦夷の軍事指導者アテルイが現れて朝廷軍に抵抗するが、征夷大将軍に任ぜられた坂上田村麻呂によって滅ぼされる。その後北上川流域は朝廷が掌握し、蝦夷の多くが全国に強制移住させられた。残った蝦夷は、俘囚として西日本各地に強制移住させられた。同時に胆沢には関東地方から柵戸として入植者が入った。俘囚は流刑先で朝廷への反乱を繰り返し、897年朝廷に対してすべての俘囚が東北への帰還を勝ち取った。
11世紀までに奥六郡（現在の岩手県内陸部）を拠点として糠部（現在の青森県東部）から亘理・伊具（現在の宮城県南部）にいたる広大な地域に影響力を発揮した俘囚長の安倍氏が半独立の勢力を築いた。安倍氏は前九年の役で源頼義の率いるヤマト朝廷軍になびいた秋田仙北の俘囚主清原氏によって滅ぼされた。その清原氏も一族の内紛から後三年の役で滅び、安倍氏の血を引く奥州藤原氏が江刺郡豊田館から磐井郡平泉に拠点を移動して奥州を掌握、豊かな産金をもとに仏教を基盤とする地域支配を実現し、その平泉時代を築いた。

### 中世
平泉が源頼朝に攻略され再び源氏が統治した鎌倉時代には甲斐国南部の河内地方を領した甲斐源氏の南部氏が八戸周辺に移住し、今の青森県から岩手県北及び秋田県鹿角地方にまで勢力を伸ばした。沿岸部では閉伊氏、県央部では斯波氏、稗貫氏、阿曽沼氏、和賀氏などが割拠し、県南部は葛西氏、留守氏が有力だったが、次第に福島県伊達郡に根城を置く伊達氏の勢力が浸透し、室町時代には葛西氏、留守氏は伊達の馬打ちとして事実上支配下に置かれた。
これらの諸氏は伊達氏の内紛によって再び自立するが、伊達政宗の仙台移封を機会に葛西氏は滅亡、留守氏は伊達氏の一族として組み込まれた。同じころ、安倍氏の末裔である一方井氏を母に持つ南部氏の南部信直が勢力を拡大し、南部所属の頭領として振舞うようになると、これを認めない九戸南部氏の九戸政実と争い、豊臣秀吉の知遇を得た信直は秀吉軍を招きいれて政実を滅ぼした（九戸政実の乱）。大浦氏以外の南部氏諸家を統一した信直は盛岡に拠点を移し、勢力を確立した。

### 近世
江戸時代には、県の南部は概ね仙台藩伊達氏に62万石、一関藩は田村氏、水沢には留守氏（水沢伊達氏）が置かれ、北部は移封も無く盛岡藩南部氏によって20万石統治された。幕末に東北諸藩が奥羽越列藩同盟（北部政府）を作ると、現在の岩手県を支配していた伊達藩・南部藩はその中心となるが、結局敗れて明治政府によって占領された。

### 近代以降

東北新幹線の路線図

明治3年7月10日（1870年8月6日）、盛岡藩は財政難により廃藩置県に先立って廃藩を申し出、旧領には明治政府により盛岡県が設置された。盛岡県成立時の管轄地域は陸中国岩手郡、稗貫郡および紫波郡、和賀郡の一部のみで、新政府に敗れる前の盛岡藩より大幅に縮小された。
その後、莫大な御用金を課せられたり、旧藩を分断する県域を設定され弱体化を図られるなど敗戦の屈辱を味わう。（ただし盛岡藩の廃藩置県の折に課せられた70万両の納付は減免されている。）
以降は旧藩を問わず多くの人材を輩出。原敬が内閣総理大臣に就任するなど、近代日本国家建設に多くの功があった。また中央へ人材を輩出した。
県域は明治4年（1871年）の第1次府県統合ではほとんど変わらず、明治5年1月8日（1872年2月16日）には盛岡県から岩手県に改称、1876年（明治9年）の第2次府県統合で磐井県から胆沢郡・江刺郡・磐井郡を、青森県から二戸郡を編入したが、前者はおおむね旧仙台藩領であり、旧藩が分断された状態は是正されなかった。
1876年（明治9年）1月に最初の県議会が開かれ、5月に岩手県が成立した。県名はそれまでの県庁所在地の郡名を採って付けられた。
1889年（明治22年）に、南岩手郡盛岡が岩手県下で初めて市制施行し、盛岡市となる。1937年（昭和12年）には製鉄業によって発展した上閉伊郡釜石町が市制施行して釜石市となる。1941年（昭和16年）には下閉伊郡宮古町・山口村・千徳村・磯鶏村が合併・市制施行して宮古市となり、戦前までに3市が誕生した。
1934年（昭和9年）、極端な冷害による昭和農業恐慌が発生。欠食児童の大量発生や婦女子の身売りが相次ぎ社会問題となった。
1937年（昭和12年）2月、県内に記録的な豪雪。雪崩などによる死者・行方不明者62人以上。鉄道の運行も困難となり、盛岡保線事務所は除雪人夫1700人を動員して県内各地の除雪に当たった。また1944年（昭和19年）にも豪雪があり、被害が発生。県は天皇、皇后から1500円の御救恤金を賜っている。
1947年（昭和22年）8月、昭和天皇が県内各地に出向く戦後巡幸を行う。同月7日、県庁を訪問した際には、バルコニーから県民の奉迎に応えた。
1961年（昭和36年）5月28日、新里村の山林から出火。フェーン現象による強風に煽られ田老町、宮古市、岩泉町、普代村、久慈市にいたる40万ha以上に延焼する大規模火災（山火事）となった。死者5人、負傷119人、全焼住宅1235棟。このうち田老町ではラサ工業の田老鉱山住宅448棟が被害にあったほか、普代村では普代村立黒崎小学校の校舎が全焼した。
その後、1964年（昭和39年）に花巻空港が開港、1982年（昭和57年）に東北新幹線の大宮 - 盛岡間が開業して、首都圏からは約3時間、仙台からも1時間圏内（当時）となり、交通の便は改善された。これに伴って、安価で広大な土地や豊富な水などを背景に、北上市、金ケ崎町周辺を中心として工場の進出が急激に進展。関東自動車工業（現・トヨタ自動車東日本）などの自動車産業、東芝や富士通などの半導体工場、塩野義製薬など大企業の工場の進出が進み、製造品出荷額が大きな伸びを見せた。
2008年（平成20年）には、6月14日に岩手・宮城内陸地震（最大震度6強）が、7月24日に岩手県沿岸北部地震（最大震度6弱）の大地震が発生した。さらにその3年後の2011年（平成23年）3月11日、国内観測史上最大の超巨大地震となるマグニチュード9.0の東北地方太平洋沖地震（最大震度7）が発生し、沿岸部の各地で津波による大きな被害が出た。

## 人口

岩手県市町村人口増減率分布図（2015年度と2020年度国勢調査から算出）
増加
0.0 - 2.5 %
減少
0.0 - 2.5 %
2.5 - 5.0 %
5.0 - 7.5 %
7.5 - 10.0 %
10.0 % 以上

| |                                        |  |
| 岩手県と全国の年齢別人口分布（2005年） | 岩手県の年齢・男女別人口分布（2005年） |  |
| ■紫色 ― 岩手県 ■緑色 ― 日本全国 | ■青色 ― 男性 ■赤色 ― 女性              |  |
| 岩手県（に相当する地域）の人口の推移 \| 1970年（昭和45年） \| 1,371,383人 \| \| \| 1975年（昭和50年） \| 1,385,563人 \| \| \| 1980年（昭和55年） \| 1,421,927人 \| \| \| 1985年（昭和60年） \| 1,433,611人 \| \| \| 1990年（平成2年） \| 1,416,928人 \| \| \| 1995年（平成7年） \| 1,419,505人 \| \| \| 2000年（平成12年） \| 1,416,180人 \| \| \| 2005年（平成17年） \| 1,385,041人 \| \| \| 2010年（平成22年） \| 1,330,147人 \| \| \| 2015年（平成27年） \| 1,279,594人 \| \| \| 2020年（令和2年） \| 1,210,534人 \| \| |                                        |  |
| 総務省統計局 国勢調査より |                                        |  |
| 1970年（昭和45年） | 1,371,383人                            |  |
| 1975年（昭和50年） | 1,385,563人                            |  |
| 1980年（昭和55年） | 1,421,927人                            |  |
| 1985年（昭和60年） | 1,433,611人                            |  |
| 1990年（平成2年） | 1,416,928人                            |  |
| 1995年（平成7年） | 1,419,505人                            |  |
| 2000年（平成12年） | 1,416,180人                            |  |
| 2005年（平成17年） | 1,385,041人                            |  |
| 2010年（平成22年） | 1,330,147人                            |  |
| 2015年（平成27年） | 1,279,594人                            |  |
| 2020年（令和2年） | 1,210,534人                            |  |

### 岩手県人口動態
2024年現在約114万人となっていて減少傾向が続いている。2020年の国勢調査では秋田県に次ぐ全国ワースト2位の減少率(全国46位)を記録した。
岩手県の人口は1961年に1,449,324人とピークを迎えたが、高度経済成長期の大規模な人口流出（社会減）が起こり、1970年には137万人まで減少した。1970年代以降は人口流出は収まり1977年には再び140万人台に回復して持ち直し基調となった。昭和末期から平成初期にかけては安定して推移していたが、2000年以降は人口減少が大幅に拡大している。近年の人口減少率は青森県とほぼ同水準で推移している。盛岡市や北上市などの内陸部では堅調に推移しているが,宮古市や釜石市といった沿岸部の人口減少が大きくなっている。
| 実施年 | 人口（人） | 増減人口（人） | 人口増減率(%) | 国内増減率(%) | 増加率全国順位 |
| ------ | ---------- | -------------- | ------------- | ------------- | -------------- |
| 1960年 | 1,448,517  | -              | -             | -             | -              |
| 1965年 | 1,411,118  | 37,399         | 2.58          | 5.20          | 32位           |
| 1970年 | 1,371,383  | 39,735         | 2.82          | 5.54          | 38位           |
| 1975年 | 1,385,563  | 14,180         | 1.03          | 7.92          | 40位           |
| 1980年 | 1,421,927  | 36,364         | 2.62          | 4.57          | 38位           |
| 1985年 | 1,433,611  | 11,684         | 0.82          | 3.40          | 42位           |
| 1990年 | 1,416,928  | 16,683         | 1.16          | 2.12          | 39位           |
| 1995年 | 1,419,505  | 2,577          | 0.18          | 1.58          | 33位           |
| 2000年 | 1,416,180  | 3,325          | 0.23          | 1.08          | 29位           |
| 2005年 | 1,385,041  | 31,139         | 2.20          | 0.66          | 39位           |
| 2010年 | 1,330,147  | 54,894         | 3.96          | 0.23          | 44位           |
| 2015年 | 1,279,594  | 50,553         | 3.80          | 0.75          | 41位           |
| 2020年 | 1,210,534  | 69,060         | 5.40          | 0.75          | 46位           |

- 平成27年国勢調査における前回調査からの人口増減率は3.80％の減少で、全国の0.75％を3％以上下回った。47都道府県中では41位（首位は沖縄県の2.93％増加、最下位は秋田県の5.79％減少）だった。県内市町村では上位が滝沢市の2.98％増加、矢巾町の1.74％増加、北上市の0.40％増加、盛岡市の0.24％減少。下位が大槌町の23.02％減少、陸前高田市の15.20％減少、山田町の14.99％減少となっており、内陸部への集積、沿岸部の減少が顕著となっている[21]。この動向によって県の人口重心も前回調査の花巻市内川目[22] から西北西へ686メートルと大きく移動し、紫波郡紫波町佐比内字砥ケ崎にある[7]。
- 2016年10月1日現在の推計人口は1,268千人であり、日本の総人口126,933千人の1％を割り込んだ。また47都道府県では32位だった[23]。

## 政治

### 県政
- 知事:達増拓也（たっそ たくや、4期目）

#### 財政と事業
1995年（平成7年）以降、細川内閣（当時）の打ち出した大規模景気対策に乗って公共投資を拡大させ、その後1997年（平成9年）まで、積極投資を拡大させた。当時県知事を務めていた増田寛也は、退任後の取材に「国の財政的限界で、いずれ予算が回らなくなるのは分かっていた（中略）…東北新幹線や花巻空港、釜石自動車道など（骨格的な事業）は、先にやってしまおうと思った」と答えている。結果的には彼の読み通り、小泉内閣が発足した2001年（平成13年）以降、公共投資予算は年10%以上の割合で急速に縮減され、財政再建に大きく舵を切った。
県自らも、県議会での質問に答える形で、財政悪化の原因について自己分析している（→増田寛也#公共投資など参照）。
平成20年度
- 当初予算規模 約6500億円（一般会計）
- ラスパイレス指数 98.6

平成19年度
- 財政力指数 0.31
  - IIIグループ（財政力指数0.3以上、0.4未満）11自治体中8位

平成18年度
- 財政力指数 0.29
  - IVグループ（財政力指数0.3未満）10自治体中1位

平成17年度
- 財政力指数 0.27
  - IVグループ（財政力指数0.3未満）14自治体中5位

平成16年度
- 財政力指数 0.26
  - IVグループ（財政力指数0.3未満）15自治体中5位

### 国政
衆議院の小選挙区が3。参議院では、全県で1区を構成。

## 経済・産業
かつては産業がほとんどない事を自称していたが、東北新幹線や東北縦貫自動車道などの整備に伴って、企業の誘致が進んでいる。企業の誘致には、法人道府県民税収や、法人事業税、従業員からの住民税収、関連企業による経済波及効果などで大きな税源涵養が見込まれることから、全国の自治体が誘致にしのぎを削っている。岩手県もこの例に漏れず、誘致に腐心しており、これまでにトヨタ自動車系の生産工場、東芝のフラッシュメモリ工場、富士通などを誘致した。こうした努力が奏功し、1995年（平成7年）以降は製造品出荷額が伸びを示し、47都道府県中、県民所得は40位台後半から、38位にまで改善した。東北6県で見ると、福島県、宮城県、山形県に続く数字である。
特に自動車産業については、トヨタ自動車が東北地方を新たに生産拠点と位置付けており、今後とも一層の誘致が見込まれる産業分野である。
さらに、近年は国際リニアコライダーを軸とした国際学術研究都市構想を表明している。
貯蓄率が極めて高いことで知られる。地方の県としては珍しく、県内に3行の地方銀行（第二地銀を含む）を持ち、保有する金融資産は4兆円以上に達する。県民の貯蓄率は39%で、東北地方平均の25%、全国平均の16.5%を大きく上回り、東北では宮城県に次いで2位、全国でも9位の高率を保つ。
| 市町村名   | 広域振興圏名 | 2014年度  | 2015年度  | 2016年度  | 2017年度  |
| ---------- | ------------ | --------- | --------- | --------- | --------- |
| 盛岡市     | 県央         | 1,075,077 | 1,082,427 | 1,053,221 | 1,052,324 |
| 八幡平市   | 県央         | 91,823    | 85,645    | 86,711    | 87,377    |
| 滝沢市     | 県央         | 126,355   | 130,206   | 120,435   | 121,066   |
| 雫石町     | 県央         | 54,955    | 54,745    | 51,297    | 51,915    |
| 葛巻町     | 県央         | 21,313    | 23,437    | 20,030    | 20,370    |
| 岩手町     | 県央         | 41,796    | 39,949    | 38,195    | 37,285    |
| 紫波町     | 県央         | 84,930    | 84,705    | 82,997    | 84,123    |
| 矢巾町     | 県央         | 120,279   | 137,131   | 124,796   | 148,397   |
| 花巻市     | 県南         | 337,090   | 333,772   | 330,650   | 317,143   |
| 北上市     | 県南         | 376,158   | 378,560   | 372,329   | 401,422   |
| 遠野市     | 県南         | 100,755   | 109,403   | 96,021    | 106,452   |
| 一関市     | 県南         | 380,553   | 388,498   | 375,927   | 377,680   |
| 奥州市     | 県南         | 364,164   | 384,323   | 398,170   | 403,685   |
| 西和賀町   | 県南         | 20,624    | 21,814    | 18,587    | 18,957    |
| 金ケ崎町   | 県南         | 112,032   | 84,748    | 83,732    | 138,070   |
| 平泉町     | 県南         | 22,188    | 24,121    | 24,558    | 23,046    |
| 宮古市     | 沿岸         | 241,241   | 263,401   | 265,017   | 252,145   |
| 大船渡市   | 沿岸         | 207,410   | 207,908   | 179,184   | 170,532   |
| 陸前高田市 | 沿岸         | 93,154    | 84,993    | 81,400    | 66,234    |
| 釜石市     | 沿岸         | 193,596   | 201,952   | 172,929   | 188,599   |
| 住田町     | 沿岸         | 18,112    | 17,985    | 20,510    | 21,913    |
| 大槌町     | 沿岸         | 46,679    | 43,695    | 41,989    | 44,200    |
| 山田町     | 沿岸         | 59,292    | 70,525    | 72,724    | 61,777    |
| 岩泉町     | 沿岸         | 41,778    | 41,692    | 35,858    | 39,650    |
| 田野畑村   | 沿岸         | 17,631    | 21,670    | 15,961    | 17,829    |
| 久慈市     | 県北         | 133,387   | 134,011   | 128,151   | 128,956   |
| 二戸市     | 県北         | 103,241   | 101,549   | 100,695   | 99,599    |
| 普代村     | 県北         | 11,052    | 12,785    | 14,745    | 16,134    |
| 軽米町     | 県北         | 28,309    | 28,676    | 27,408    | 27,458    |
| 野田村     | 県北         | 21,355    | 24,321    | 20,577    | 20,827    |
| 九戸村     | 県北         | 19,058    | 19,752    | 20,036    | 20,852    |
| 洋野町     | 県北         | 44,307    | 46,465    | 42,306    | 47,057    |
| 一戸町     | 県北         | 37,808    | 38,048    | 37,784    | 38,162    |

### 産業

#### 農林水産業
2006年（平成18年）農林水産統計によると、農業産出額は2,544億円。食料自給率は106%であり、北海道や青森県、秋田県、山形県などとともに、自給率100%を超える数少ない県の一つである。広大な面積と、山岳に囲まれた地形のため、地域によって気候が大きく異なる所があり、特性に応じてさまざまな形態の農業が営まれている。コメの品種は「ひとめぼれ」などが多かったが、2000年代以降県内の気候に適した2品種「銀河のしずく」と「金色の風」を相次いで投入した。米以外の穀物では花巻市を中心に雑穀の生産が有名。畜産も盛んでありブランド牛肉である前沢牛のほか、青森県との境に近い北部を中心にブロイラーの生産が盛んであり、九州南部に次ぐ大産地となっている。かつての北上山地では焼畑農業が盛んであったため、これが後述のアカマツの多さなどほかの産業にも影響を与えていると見られている。
林業では幹が通直で高品質なアカマツが有名で県の木としても指定されている。特に北上山地や三陸沿岸北部のアカマツは品質が高く南部赤松と呼ばれ、秋田のスギや青森のヒバと並ぶ北東北のブランド木材である。アカマツが多いことからアカマツと共生するマツタケの出荷も多く、2010年代以降は長野県と並ぶ2大産地の一つとなっている。一方でアカマツの致死性の伝染病であるマツ材線虫病（松くい虫）の北限地域であり徐々に被害が拡大していることから影響が懸念されている。住宅構造の変化により梁や柱を見せなくなったことや伝染病の流行により高級アカマツ材の市場が減少していることなどから、尾根沿いにはアカマツではなくカラマツを植えることも増えてきている。全国的に高級木材として知られるヒノキは天然分布せず、寒冷地であり漏脂病という致命的な病気のリスクが高いことから沿岸南部を除いて植栽されることもない。
アカマツ以外にはミズナラを中心としたブナ科広葉樹による木炭の生産でも知られ、木炭では特に黒炭の生産量が全国一である。こちらもナラ枯れと呼ばれるミズナラに致死性の伝染病が県内でも確認されている。県北部の二戸市（旧：浄法寺町）ではウルシの栽培が盛んで樹液を精製した漆の国内最大の産地となっている。県が木質バイオマス事業などの自然エネルギー活用に熱心なこともあって、生産高188億円（2005年（平成17年））と、全国5位の数字を出している。
農林関係の国の研究機関が立地していることでも知られ、農林水産省管轄の東北農業研究センター、森林総合研究所東北支所はいずれも盛岡市郊外にある。
水産業では、三陸海岸周辺が、黒潮による豊かな漁場として知られている。リアス式海岸の岩礁は、ワカメや海苔といった海藻類の養殖にも適しており、ワカメとあわびの養殖で、生産高全国1位の規模を持つ。カキ（牡蛎）やホヤの養殖も盛ん。珍しいものでは陸前高田市広田湾におけるエゾイシカゲガイ養殖が知られる。流通量が少なく高値で取引される。

#### 商工業
製造品出荷額は2兆1000億円で、東北地方では福島県（全国順位19位）、宮城県（同24位）、山形県（同28位）に次いで4位（同31位）である。
長らく主要な産業が新日本製鐵（現：日本製鉄）釜石製鉄所（釜石市）、太平洋セメント大船渡工場（大船渡市）ほどしかなく、政府の救済策を求めたこともあったが、1982年（昭和57年）に東北新幹線大宮・盛岡間が開業すると、企業誘致が徐々に進展した。1993年（平成5年）に関東自動車工業（金ケ崎町）（現・トヨタ自動車東日本岩手工場）が進出して以来、製造業は大きく進展し、県民所得は全国40番台後半から、30番台まで向上した。このほか、県南には富士通や塩野義製薬、東芝などの工場が立地する。
特に、2008年（平成20年）2月に決定された東芝・フラッシュメモリ工場の北上市への建設は、波及効果を合わせると1兆円程度の経済効果があるとされ、県は法人事業税減免や低利融資などを通じて、これを後押しするとしている。東芝が「行政からの融資措置だけでなく、質の高い人材の確保が容易なことが決め手になった」とし、「金のかからない新しい産業誘致モデル」として注目された。工場新設に当たって、北上市はこれまでに蓄積した企業誘致と合わせて、法人市民税、固定資産税の大きな増収が見込まれることから、国から地方交付税の交付を受けない「不交付団体」への昇格を果たすことになった。岩手県では、かつて製鉄業が隆盛を極めていた時代に釜石市が不交付団体となっていた前例があり、「それに次ぐ快挙」（2008年（平成20年）2月・岩手県知事定例記者会見）と評された。
自動車産業に関しては、トヨタ自動車が、東北地方を新たな生産拠点とする意向を示しており、すでに金ケ崎町に立地する自動車工場も、現行より10万台増の25万台生産規模まで拡大されることが決まっている。自動車関連産業の集積を進めるため、岩手県は、トヨタ自動車東日本が進出している宮城県や山形県、福島県などと連携して、今後も誘致活動を展開していくとしている。

##### 県内に拠点を誘致した主な製造業
盛岡市
- 美和ロック

八幡平市
- アステラス東海（旧東北山之内製薬）

岩手郡雫石町
- 小岩井乳業
- セイコーインスツル

花巻市
- リコー
- EN大塚製薬（旧雪印乳業岩手医薬品工場）

北上市
- キオクシア（旧東芝メモリ）
- 明治製菓
- 北上ハイテクペーパー（旧三菱製紙）
- 東京製綱
- アイメタルテクノロジー

金ケ崎町
- トヨタ自動車東日本（旧関東自動車工業）
- 塩野義製薬
- デンソー

奥州市
- 東京エレクトロン テクノロジーソリューションズ（旧東京エレクトロン東北）
- フジキン
- 関東化学
- コンバム
- 田中貴金属工業
- 日成ビルド工業
- ファインシンター

一関市
- LIXIL（旧トステム）
- 日本ピストンリング
- ヒロセ電機

宮古市
- ヒロセ電機

釜石市
- 日本製鉄北日本製鉄所釜石地区
- SMC

大船渡市
- 太平洋セメント大船渡工場

久慈市
- 北日本造船

遠野市
- SMC
- 大野ゴム

#### サービス業

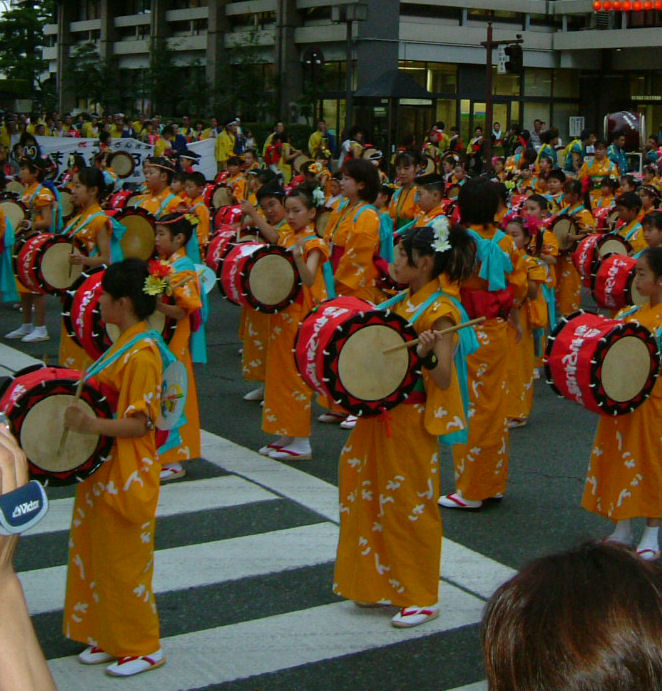
盛岡さんさ踊りの様子

観光業の振興に腐心している。2007年（平成19年）には、盛岡市を舞台にしたNHK連続テレビ小説「どんど晴れ」が放映され、盛岡さんさ踊りに訪れた観光客が8.7%増えて128万3000人となり、一定の効果が上がっている。2011年（平成23年）には、奥州藤原氏の栄華の遺産「平泉―仏国土（浄土）を表す建築・庭園及び考古学的遺跡群―」（平泉町）が世界遺産（文化遺産）に登録された。

## 交通
県庁所在地の盛岡市は、県内のみならず北東北の広域交通網を束ねる拠点として機能しており、新幹線に接続して北東北各地への高速バスが多数発着するほか、盛岡駅では東北新幹線「はやぶさ」と秋田新幹線「こまち」の分割・併合も実施している。

### 鉄道
岩手県の鉄道網は充実しており、県内の鉄道の総延長は1,000kmを超え、都道府県別では北海道、東京都に次いで第3位である。
県北の軽米町、葛巻町、九戸村以外の全ての自治体に鉄道またはBRTが存在する。

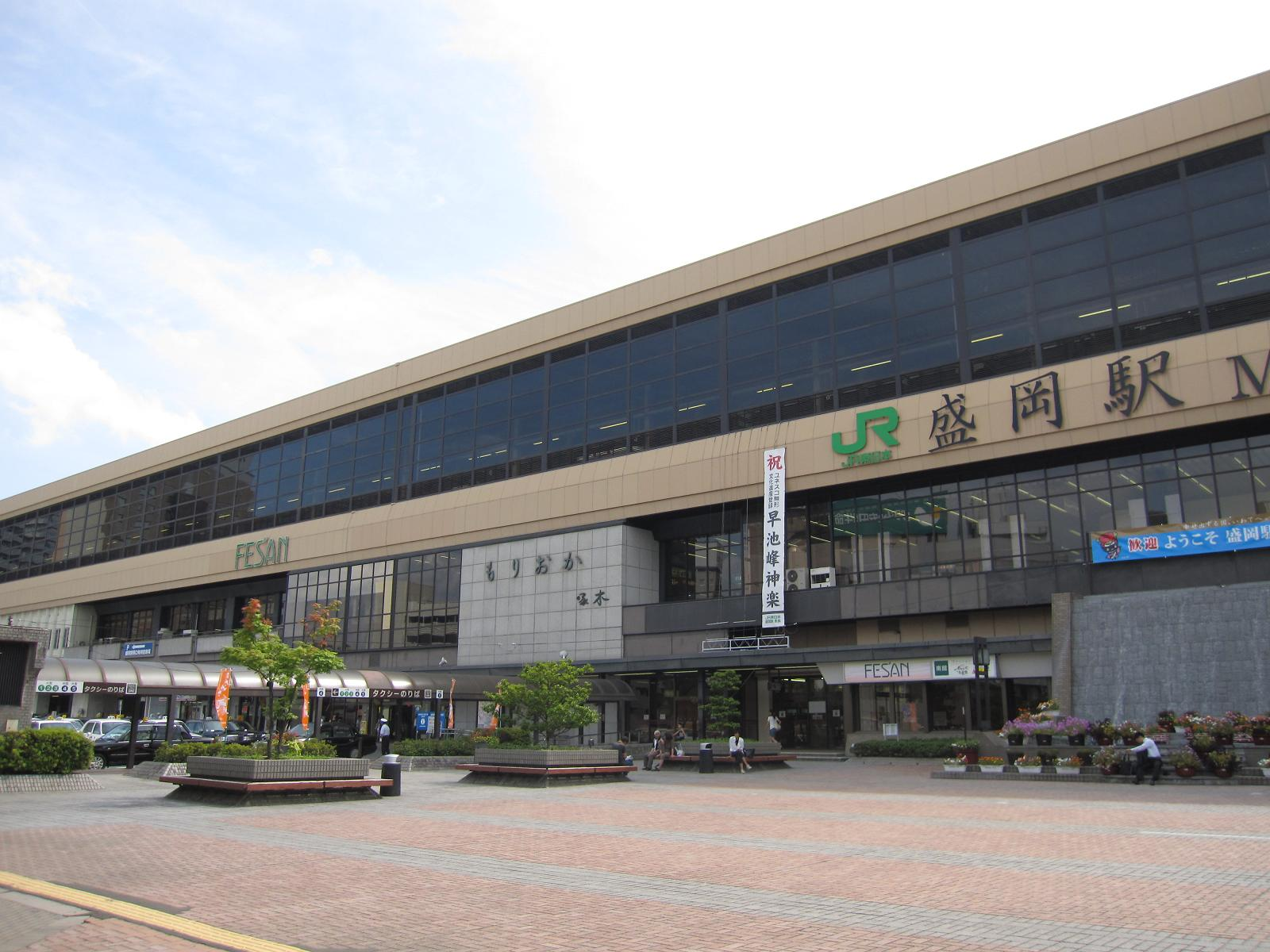
盛岡駅

東北新幹線で、首都圏や仙台、青森と結ばれる。その停車駅でもある盛岡駅は県庁所在地にあり、複数の路線が接続するなど拠点性を有している。
旧国鉄のJR東日本のほか、新幹線の新規開業に伴う並行在来線として分離した第三セクター鉄道のIGRいわて銀河鉄道および、旧国鉄の既設線および予定線を承継した三陸鉄道がある。
東日本大震災や新型コロナウイルスによる影響で利用者が著しく減少しており、東北本線や田沢湖線以外の殆どの路線は輸送密度が1,000人を下回っている。 既に岩泉線については事業者より廃止届が提出され、2014年4月1日をもって廃止されバスに転換された。
貨物扱いについては、盛岡貨物ターミナル駅（盛岡市都南地区及び紫波郡矢巾町）および水沢駅（奥州市水沢地区）が貨物駅となっている。
県内のその他の路線は下記を参照。なお、普通列車の運転頻度は盛岡市内近郊の区間 を除いて毎時1本以下である。また、県内における営業列車の運用は臨時列車を除きすべて当日中に終了する（=日付越えの運用は行われていない）。
- 路線
  - 東日本旅客鉄道（JR東日本）
    - 東北新幹線
    - 東北本線
    - 田沢湖線（秋田新幹線）
    - 北上線
    - 八戸線
    - 花輪線
    - 釜石線
    - 山田線
    - 大船渡線

  - IGRいわて銀河鉄道
    - いわて銀河鉄道線

  - 三陸鉄道
    - リアス線

### 路線バス

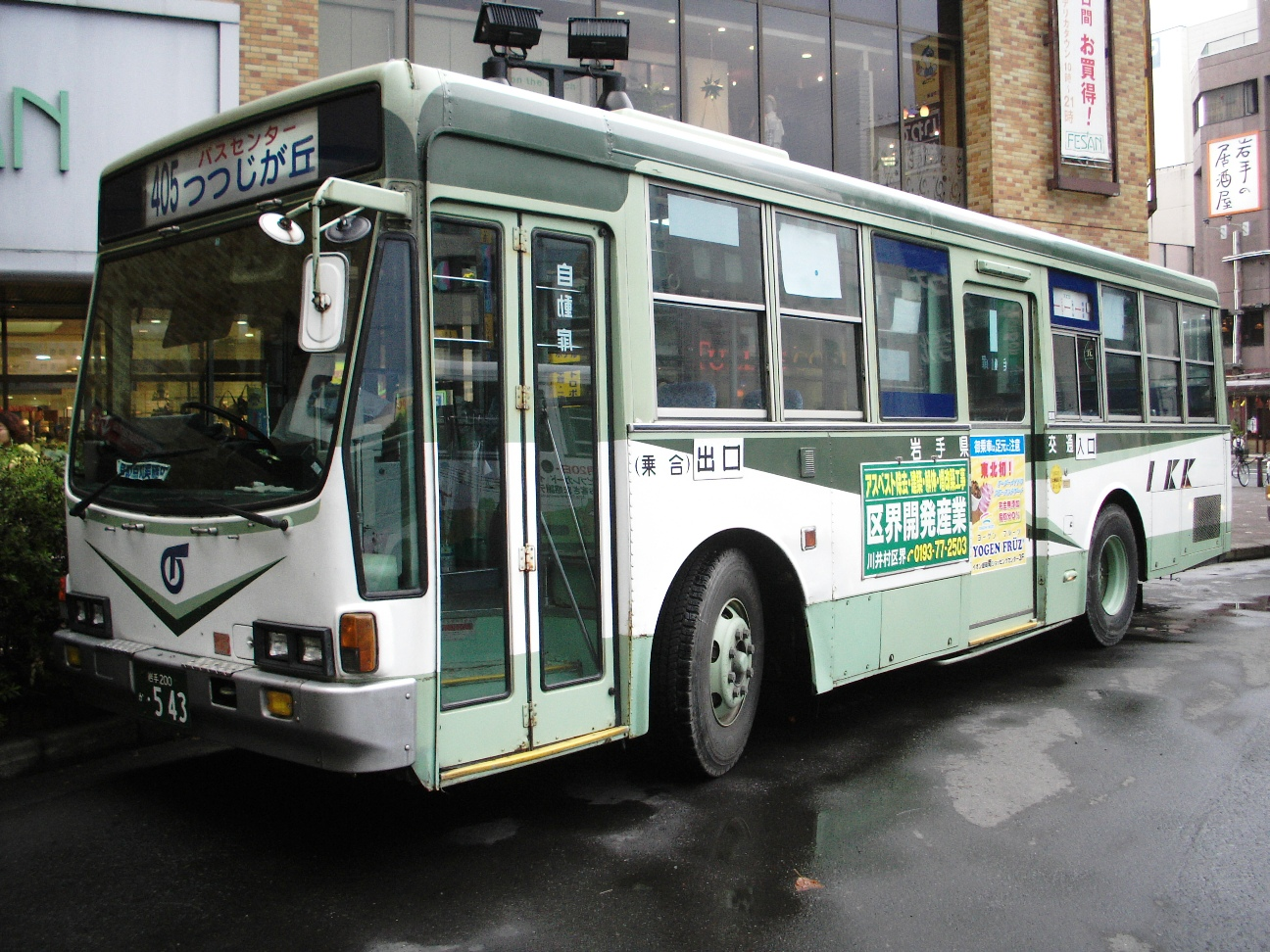
岩手県交通バス

沿岸部と内陸部(特に対北部)を結ぶ鉄道のダイヤが極端に少ないため、公共交通による県域横断の手段としては長距離バスが主力になっている。
- 岩手県交通
- 岩手県北自動車
- ジェイアールバス東北
- 秋北バス
- 岩手急行バス
- 早池峰バス
- 東磐交通
- 東和町総合サービス公社
- 岩ケ崎観光タクシー（栗原市民バス、路線（一関市〜宮城県栗原市））

### 自動車交通
内陸部の縦軸の交通には、東北縦貫自動車道、国道4号など、自動車を用いた高速交通インフラが整っている。その反面、内陸部と沿岸を結ぶ「横軸」の交通は、いまだ急勾配・急カーブの一般国道レベル（国道106号など）に留まっている。また、道路の舗装率も低く全国最下位である。なお、盛岡市内は道路が入り組んでいることと外環状バイパス道路の整備が不十分であることから、特に朝夕の混雑が激しい。
秋田県秋田市とは、仙岩道路（国道46号バイパス）で結ばれており、トンネルや橋梁の整備で比較的スムーズな移動が可能である。また地域高規格道路である盛岡秋田道路が整備中で橋場バイパス、角館バイパスが一部供用中である。
高速道路については首都圏を除いた政令指定都市を抱えていない県では唯一100km/hを超えて走行可能である。

#### 高速道路
- E4 東北自動車道
- E4A 八戸自動車道
- E46 秋田自動車道
- E46 釜石自動車道
- E45 三陸沿岸道路
  - 三陸縦貫自動車道
  - 三陸北縦貫道路
  - 八戸・久慈自動車道

#### 一般国道
- 国道4号
- 国道45号
- 国道46号
- 国道106号
- 国道107号

- 国道281号
- 国道282号
- 国道283号
- 国道284号
- 国道340号

- 国道342号
- 国道343号
- 国道346号
- 国道395号
- 国道396号

- 国道397号
- 国道455号
- 国道456号
- 国道457号

#### 県道
- 岩手県の県道一覧を参照

#### 自動車のナンバープレート
運輸支局は、広大な県土に対し紫波郡矢巾町所在の本局1箇所のみであり、配下の車両検査事務所は存在しない。
県内で登録される自動車のナンバープレートの地名表記は「岩手」であるが、2014年11月17日より盛岡地域（盛岡市、八幡平市、滝沢市、紫波町、矢巾町）において「盛岡」ナンバー、胆江・両磐地域（奥州市、一関市、金ケ崎町、平泉町）において「平泉」ナンバーの使用が開始された。 ※ご当地ナンバーも参照。

### 空港
- 花巻空港（いわて花巻空港）

### 港湾
重要港湾および主な関連施設を以下に列挙する。
- 久慈港
- 宮古港
  - 宮古海上保安署
- 釜石港
  - 釜石海上保安部（第二管区海上保安本部管轄）
- 大船渡港

## 医療・福祉
災害拠点病院
- 岩手県災害拠点病院

保育所
- 岩手県保育所一覧

## 教育

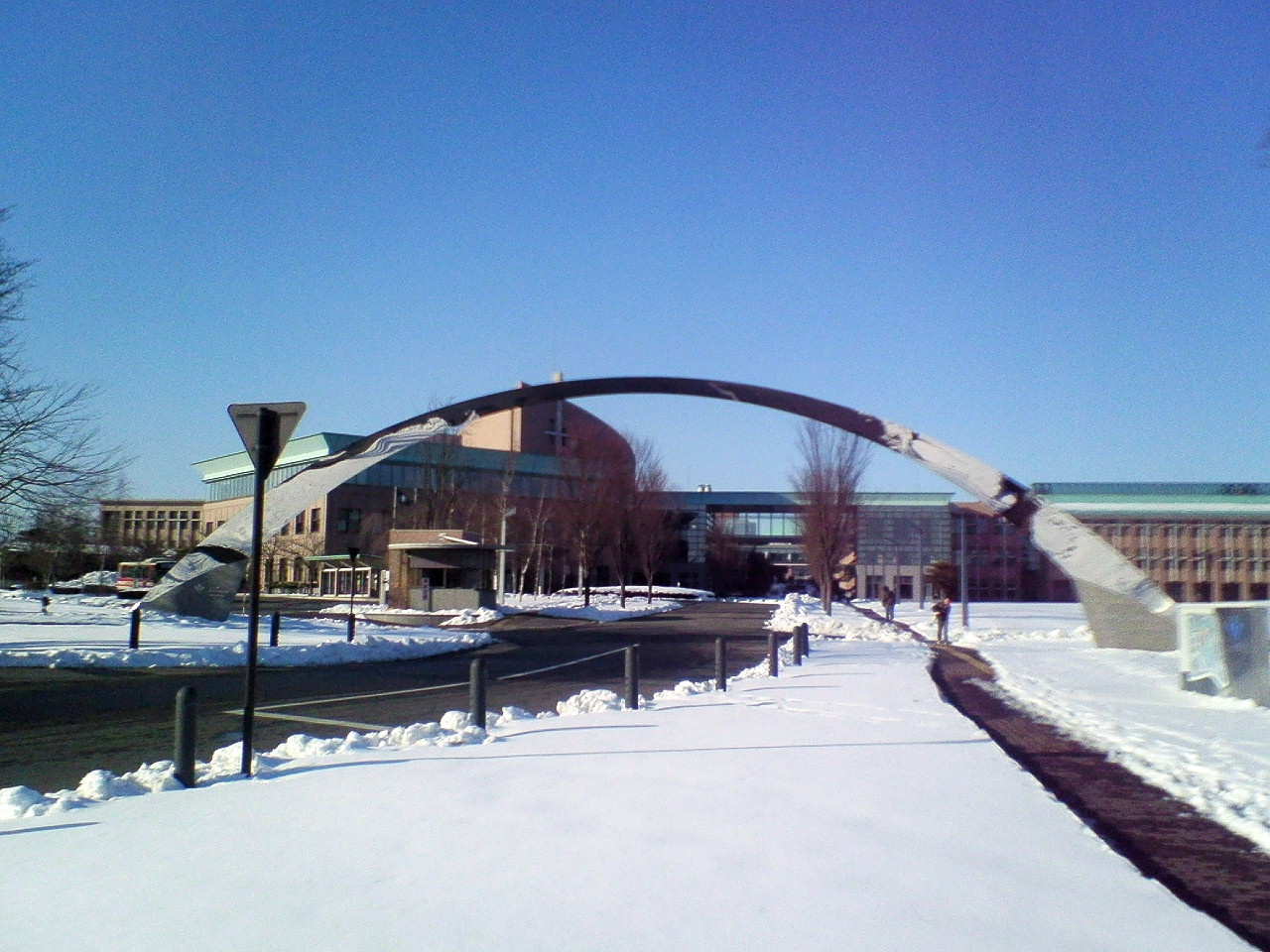
岩手県立大学の正門

### 概要
高校進学率は98.4%と、全国平均を上回るが、大学進学率が逆に10%以上低い。私立学校の数が少ないため、公立学校が圧倒的な比重を占めている。
学力向上策
大学入試センター試験の平均点が全国最下位 なことから、県は予算を投じて学力の向上に取り組んでいる。2005年（平成17年）度からは、県費で予備校講師を招く事業を行っているが、この取り組みが主要進学校のみで行われていることに、「主要進学校の実績は堅調なのだから、進学率向上には、それ以外の高校での対策も重要」との意見もある。
なお、首都圏の大学に進学すると費用が高額に上りがちなことから、その対策として、当初は看護系単科大学となる予定だった岩手県立大学を、総合大学に路線変更したこともある。
2009年に一関市の一関第一高等学校に付属中学を設置し、リーダー育成を主眼とした中高一貫教育にも取り組んでいる。

### 教育機関
大学
国立
- 岩手大学

公立
- 岩手県立大学

私立
- 盛岡大学
- 富士大学
- 岩手医科大学
- 岩手保健医療大学

通信制大学
私立
- 放送大学 岩手学習センター

短期大学
公立
- 岩手県立大学盛岡短期大学部
- 岩手県立大学宮古短期大学部

私立
- 盛岡大学短期大学部
- 修紅短期大学

高等専門学校
国立
- 一関工業高等専門学校

専修学校
- 岩手県専修学校一覧

特別支援学校
- 岩手県特別支援学校一覧

高等学校
- 岩手県高等学校一覧

中学校
- 岩手県中学校一覧

小学校
- 岩手県小学校一覧

幼稚園
- 岩手県幼稚園一覧

その他教育機関
農業大学校
- 岩手県立農業大学校

職業能力開発短期大学校
- 岩手県立産業技術短期大学校

海上技術短期大学校
- 国立宮古海上技術短期大学校

## 報道・通信

### 新聞社

#### 全国紙・広域（ブロック）紙
- 読売新聞（支局）
- 朝日新聞（同）
- 毎日新聞（同）
- 日本経済新聞（同）
- 産経新聞（同）
- 河北新報（同）

全国紙は全て東京本社発行の紙面となる。なお地域ニュース面は読売・朝日・毎日は岩手面だが、産経・日経・河北は岩手単独ではなく東北6県版として掲載。スポーツ紙（スポーツニッポン・日刊スポーツ・スポーツ報知・サンケイスポーツ）の地域ニュース面は全紙が岩手単独ではなく東北6県版となっている。
ラテ欄
テレビは、朝日・毎日・読売は在盛（盛岡に所在）局を中心に掲載。それ以外は、青森・秋田・岩手の「北東北」3県をまとめて一つの版とする新聞が多い。ただし青森・秋田は民放3局に対し、岩手は民放が4局存在するため、スペースの都合上、岩手の放送局は一列に並ばず、一部局が下段に下げられる、あるいはいわゆる「ハーフサイズ」で掲載する新聞もある。ラジオは、東北各県のAM・FMを掲載している新聞が多いが、聴取困難な福島県の放送局は割愛される場合もある。

#### 地方紙
- 岩手日報（盛岡市）
- 胆江日日新聞（奥州市）
  - 奥州平泉観光新聞
- 岩手日日（一関市）
- 東海新報（大船渡市）
- デーリー東北（支局）

ラテ欄
- 岩手日報がTVは在盛局を最終面にフルサイズ掲載。ラジオ面（中面）には「第2TV」として在青局&在仙局をハーフサイズ掲載。ラジオは在盛局・コミュニティFMのみで他県局は非掲載。
- 岩手日日はTVが在盛局を最終面にフルサイズで、在仙局はその右隣にハーフサイズで各々掲載。ラジオは在盛局と在仙局を中面に掲載し、TV面とは完全に分割されている。
- デーリーは青森県三八上北地方が取材・購読地域の中心であることから、在盛局はmitのみ最終面に在青局と同一サイズで掲載し、その他在盛局はその右隣にハーフサイズ掲載。ラジオは中面に在盛局・在青局同一サイズで掲載（その右隣には在京AM局=TBS・QR・LFを極小サイズで掲載）。

##### 通信社
- 共同通信（同）
- 時事通信（同）

#### 放送局
- デジタルテレビ・県域FM局・補完FM局の親局送信所はいずれも新山 (紫波町)に設置されている。

##### 県域放送
日本放送協会 (NHK) 盛岡放送局
地上デジタルテレビ放送（地デジ）リモコンID : 総合1、教育2
IBC岩手放送 (IBC)
テレビ：JNN系列・地デジリモコンID : 6。 ラジオ：JRN・NRN系列。1953年（昭和28年）12月25日ラジオ開局・1959年（昭和34年）9月1日TV開局）
テレビ岩手 (TVI)
NNN・NNS系列、地デジリモコンID : 4。1969年（昭和44年）12月1日開局。通常時終夜放送を行っている。かつてはANNにも加盟していた。
エフエム岩手 (FMI)
JFN系列、1985年（昭和60年）10月1日開局
岩手めんこいテレビ (mit)
FNN・FNS系列、地デジリモコンID : 8。1991年（平成3年）4月1日開局）
岩手朝日テレビ (IAT)
ANN系列、地デジリモコンID : 5。1996年（平成8年）10月1日開局

##### コミュニティ放送
- 内陸
  - カシオペアFM（二戸市 J-WAVEを配信）※IBC岩手放送のFM補完放送開始前は、同局の番組も配信していた。
  - ラヂオもりおか（盛岡市 J-WAVEを配信）
  - FM One:（花巻市 ミュージックバードを配信）
  - きたかみE&Beエフエム（北上市 J-WAVEを配信）
  - 奥州エフエム放送（奥州市 ミュージックバードを配信）
  - FMあすも（一関市 J-WAVEを配信）
- 三陸沿岸
  - みやこハーバーラジオ（宮古市 ミュージックバードを配信）
  - FMねまらいん（大船渡市 J-WAVEを配信）

#### ケーブルテレビ
- 岩手県のケーブルテレビ局

県内の民間放送局が2局しか無かったころは、仙台放送や東日本放送を中心に宮城県の民間放送局の再送信が行われていたが、民間放送局が4局揃った現在では再送信は全て中止されている。

## 文化・スポーツ

### 方言
岩手県の方言研究は、南部藩士である服部武喬が1790年（寛政2年）に著した『御国通辞』において黎明とされる。『御国通辞』では主に日常的に使用される語彙567語を、江戸語の「こほる（凍る）」と盛岡方言の「しみる」に対応させて挙げ連ねる形をとっている。服部武喬前後の研究として、黒川盛隆の『谷の下水（1799年）』と小本村司の『杜陵方言考（1877年）』があり、いずれも語彙集である。
1903年（明治36年）に国語調査委員会の方言調査が実施されたのをきっかけに、各地域の学校・個人による調査・研究が盛んに行なわれた。大きく2地域から4地域に分けられるとされ、4地域に分ける場合、洋野町から西和賀町まで秋田・青森県に隣接する帯状の北部方言地域、久慈市沿岸から釜石市北部までの沿岸方言地域、盛岡を中心に遠野市中部・北上市北部までの中部方言地方、横は金ケ崎町から大船渡市までの南部方言地方となる。

### 食文化
郷土料理
名産品・料理
- 前沢牛
- 江刺りんご
- 三陸わかめ
- 白金豚

- いわて短角牛
- 南部せんべい
- ゆべし
- まめぶ汁

### 伝統工芸
経済産業大臣指定伝統的工芸品
- 南部鉄器（金工品、1975年）
- 岩谷堂箪笥（木工品、1982年）
- 秀衡塗（漆器、1985年）
- 浄法寺塗（漆器、1985年）

伝統工芸品

### スポーツ
岩手県ではプロ野球選手やメジャーリーガーを多数輩出していて、大谷翔平 （ロサンゼルスドジャース）、菊池雄星（ロサンゼルスエンゼルス）、佐々木郎希（ロサンゼルスドジャース）らを輩出している。
サッカー
- いわてグルージャ盛岡（日本フットボールリーグ）
- FCガンジュ岩手（東北社会人サッカーリーグ1部）
- 富士クラブ2003（東北社会人サッカーリーグ1部）
- 盛岡ゼブラ（東北社会人サッカーリーグ2部）
- 新日鐵住金釜石サッカー部（東北社会人サッカーリーグ2部）
- 奥州ユナイテッドFC（東北社会人サッカーリーグ2部）
- 大宮サッカークラブ（東北社会人サッカーリーグ2部）
- ヌ・ペーレ平泉前沢（東北社会人サッカーリーグ2部）
- 遠野クラブ（岩手県社会人サッカーリーグ1部）
- FC紫波（岩手県社会人サッカーリーグ1部）
- 岩手クラブ（岩手県社会人サッカーリーグ1部）
- 花巻クラブ（岩手県社会人サッカーリーグ2部）

フットサル
- ステラミーゴいわて花巻

ラグビー
- 日本製鉄釜石シーウェイブス（ジャパンラグビーリーグワン）

バスケットボール
- 岩手ビッグブルズ（ジャパン・バスケットボールリーグ）

野球
- フェズント岩手
- 水沢駒形野球倶楽部
- トヨタ自動車東日本硬式野球部

ボクシング
- ミナノボクシングジム

プロレス
- みちのくプロレス

競馬
- 岩手県競馬組合

## 観光

### 世界遺産
- 平泉－仏国土（浄土）を表す建築・庭園及び考古学的遺跡群（岩手県）（平成23年記載）
- 明治日本の産業革命遺産 製鉄・製鋼、造船、石炭産業（岩手県、静岡県、山口県、福岡県、熊本県、佐賀県、長崎県、鹿児島県）（平成27年記載）
- 北海道・北東北の縄文遺跡群（北海道、青森県、岩手県、秋田県）（令和3年記載）

### 有形文化財建造物
国宝
- 中尊寺金色堂 （平泉町）

## 県民栄誉賞受賞者
広く県民に敬愛され、県民に明るい希望と活力を与えることに顕著な業績があった者について、その栄誉を讃えることを目的とする。
1. 新日本製鐵株式会社 釜石製鉄所ラグビー部（1985年1月）
2. 日蔭暢年（1985年10月）
3. 三ヶ田礼一（1992年2月）
4. 盛岡商業高等学校サッカー部（2007年1月）
5. 花巻東高等学校硬式野球部（2009年10月）
6. 岩清水梓（2011年8月）
7. 小林陵侑[44]（2019年5月）
8. 小林陵侑（2回目）[45]（2022年5月）